# Åkrafjorden
Åkrafjorden es un fiordo de la provincia de Hordaland, Noruega. Se reparte entre los municipios de Etne y Kvinnherad. Tiene una longitud de 32 km y una profundidad máxima de 650 m.  Fluye desde el parque nacional de Folgefonna, alimentado por el glaciar Folgefonna. Sigue su camino hacia el suroeste y desemboca en el Skånevikfjorden, cerca de Utåker. La cascada Langfossen desciende por las colinas anexas en las cercanías de Fjæra.
Fjæra se ubica en el interior del Åkrafjorden y el pueblo de Åkra en la costa norte, en la mitad del fiordo. La ruta europea E134 recorre la costa sur y para sortear las montañas se construyeron varios túneles tales como los de Åkrafjord, Fjæra y Markhus.